# Валафрид Страбон
Ва́лафрид Страбо́н (лат. Walahfrid или Walafrid Strabo; Валафрид Косой, Валафрид из Райхенау; 808/809—18 августа 849) — средневековый латинский поэт и богослов, с 838 года — аббат монастыря Райхенау. Известен тем, что записал хронику Тегана.

## Биография
Родился в Алемании в бедной семье. По крайней мере с 822 года находился в монастыре Райхенау. Вместе с Годескальком из Орбе учился у лучших тамошних учителей: Веттина, Гатто, Гримальда и Эрлебальда. Уже в ранней юности открыл в себе поэтический дар, написал десятки стихотворений, гимнов, посланий друзьям и учителям, рассуждений на богословские темы. Там же, в Райхенау, написал одну из самых известных своих поэм «Садик» или «О садоводстве» («Hortulus», «De cultura hortorum») с посвящением аббату Гримальду. Эта небольшая поэма, где поэтически описан сад Райхенауского монастыря, написана, с одной стороны, в подражание античным литературным памятникам, с которыми он был хорошо знаком (прежде всего «Георгикам» Вергилия), с другой — на основе его собственного опыта. О том, что за этой «художественной ботаникой» стояла реальная практика, свидетельствует тот факт, что многие из растений упоминаются в «Капитулярии об императорских поместьях» Карла Великого («Capitulare de villis»).
В 826 году для продолжения обучения Страбон был направлен в Фульдский монастырь к Рабану Мавру и вскоре стал его любимым учеником. В 829 году по протекции Гримальда и Хильдвина, аббата Сен-Дени, приглашен ко двору императора Людовика I Благочестивого в Ахен в качестве воспитателя шестилетнего принца Карла. Здесь прославился как великолепный стилист, поэт и богослов.
Драматические события бурной политической жизни 830-х годов никак не отразились в его творчестве. По-видимому, Валафрид не вмешивался в политику, занимаясь исключительно преподаванием, сочинением панегирических гимнов и богословскими штудиями. В 838 году, когда Карлу исполнилось пятнадцать лет и процесс обучения был завершён, в награду за труды император Людовик Благочестивый сделал Валафрида аббатом его родного Райхенау. Но политические смуты не миновали этой обители. После смерти императора монастырь оказался в сфере влияния Людовика Немецкого, в то время как Валафрид сохранял верность императору Лотарю I, видя в нём единственного законного наследника. Его пристрастия, не политические, а скорее легитимистские, отчётливо прослеживаются в титулах глав к сочинению Тегана. Если о мятежах Людовика Немецкого и, особенно, Пипина Валафрид говорит прямо и даже резко, то несоизмеримо большие злодеяния Лотаря I максимально сглажены и как бы обезличены.
Уже в 840 году Валафрид вынужден был бежать от преследований сначала в Фульду, а затем в Шпайер. Только после битвы при Фонтенуа он сумел на время вернуться в своё аббатство, где на протяжении нескольких лет целиком предавался занятиям богословием и агиографией. В 849 году Валафрид вновь покидает Райхенау и, скрываясь от нападок сторонников Людовика II Немецкого, едет за помощью к Карлу II Лысому, однако в пути заболевает и умирает.

## Творчество
Помимо богословских и светских прозаических сочинений перу Валафрида Страбона принадлежат многочисленные и совершенные с точки зрения формы стихотворения, носящие на себе, несмотря на следование античным образцам, печать яркой индивидуальности. Среди поэтических произведений Валафрида Страбона — агиографические поэмы, духовная лирика, стихотворения на случай и придворные стихи. Валафрид Страбон считается крупнейшим поэтом Каролингского возрождения. Перу его принадлежит также житие Святого Галла.

## Издания на русском языке
- Валафрид Страбон. Садик. Вандельберт Прюмский. О названиях, знаках Зодиака, культурах и климатических свойствах двенадцати месяцев. Марбод Реннский. Лапидарий. Издание подготовил Ю. Ф. Шульц. — М.: Наука, 2001. — 172 с. — (Серия «Литературные памятники».)